# Mojmír Tesařík
Mojmír Tesařík (23. července 1930 - prosinec 2008) je bývalý český hokejista, útočník. 

## Hráčská kariéra
Za reprezentaci Československa nastoupil 26. března 1949 v utkání proti Polsku v Brně. Gól v utkání nedal. V lize hrál za SK Prostějov, vojenskou službu strávil v Tankista Praha a byl pamětníkem městského derby TJ VŽKG Ostrava proti Baníku Ostrava.

## Trenérská kariéra
Trénoval mj. TJ AZ Havířov.